# Sciadotenia cayennensis
Sciadotenia cayennensis là một loài thực vật có hoa trong họ Biển bức cát. Loài này được Benth. miêu tả khoa học đầu tiên năm 1861.